# Мбунда
Мбунда (альтернативные названия — амбунда, мамбунда) — народ, принадлежащий группе банту (другими представителями данной языковой группы являются овимбунду, конго, фанг). На территории Анголы, по оценкам на 1990-е годы, проживало 120 тыс. чел., на территории Заира — 100 тыс.чел., Замбии — 90 тыс. чел. Родным языком этого народа является мбунда(чимбунда) группы бенуэ-конголезских языков нигеро-кордофанской семьи. К близкородственным народам относят лучази.
Социальный уклад составляет большесемейная община. Придерживаются культа предков и одухотворяют природные явления.

## История

### Истоки и переселение
Мбунда принадлежал группе банту. Во времена миграции, народ покинул традиционное место обитания, которое на современной карте мира причисляется Судану, дабы сформировать наиболее древнюю и обширную этническую группу в Южной Африке и королевство Мбунда в 15 веке
Первым королём стал Король Мвене Нкуунгу. Позднее, мбунда мигрирует в Кольский район и поселяется в месте, более благоприятном, нежели предыдущий место расселения. Там они сталкиваются с уже проживающем на данной территории народом — лунда. Находясь там, королева Вамвене Ямву, третья правительница мбунда, выходит замуж за охотника народа лунда и передаёт бразды правления мужу Её брат принц Мунамвене Нконде был так разгневан её поступком, что отвёл большую часть населения мбунда от области, а затем поселился близ слияния Квилу и реки Касаи. Позже, в связи с неблагоприятными погодными условиями, мбунда были вынуждены двинуться на юг, и, позднее, в 1600 году, на юго-восток, на территорию нынешней Анголы.
Язык мбунда также подвергся изменениям. Из-за миграций и взаимодействий с другими народами язык, на котором разговаривают представители данного народа, проживающие на территории Демократической республики Конго, обособился и стал значительно отличаться от диалектов, на которых разговаривают в Анголе, Замбии и Намибии; из-за чего, его нередко причисляют другим языковым категориям.
В южном направлении, к югу от впадения рек Квилу и Касаи, пятый правитель мбунда, король Мвене Чингули прошёл весь путь на юг к нынешней территории бушменов — Квандо-Кубанго, где позднее потомки мбунда образовали народы, известные как чимбанди, нгонъело, хумби, луимби и нёмба.
В другом миграционном направлении, во времена правления королевы Вамвене Каамба, 7-го монарха народа мбунда, они исследовали новые земли и расселились на территориях к западу от современной Анголы, открыв при этом реку, позднее названную ими Линдонга Лия Мбаи, что значит «Великая река Мбаи» (в разговорном языке прозванная Лямбаи, в честь принцессы Вамунавене Мбаи, одной из дочерей 6-го монарха народа мбунда (королевы Вамвене Мбаао), являвшейся сестрой королевы Вамвене Каамба, утонувшей в ещё безымянных водах Великой реки во время переправы). Народ мбунда до сих пор называет реку Замбези рекой Лия Мбаи. Это была песчаная территория со множеством притоков реки Замбези. Равно как и основная река, они имели широкие поймы, являвшие собой благодатную почву для пастбищ. Территории, расположенные чуть выше, идеально подходили для выращивания традиционной культуры мбунда — маниока. Данная территория стала известна как «земля мбунда» и на современной карте является частью территории Анголы.
Первой столицей стала Митимои. Однако для растущего населения было необходимо освоение больших территорий. Королева Вамвене Каамба отправила разведчиков на поиски земель, подходящих для дальнейшего расселения. Группа, отправленная на поиски, обнаружила равнину реки Лучази и обосновалась в ней, впоследствии переняв данное название (Лучази).
Расширение территорий продолжалось на протяжении правления 12-го и 13-го монархов, короля Мвене Катангила ка Мукенге и короля Ямбаямба Капанда. Расширение, соответственно, стало причиной появления новых диалектов: катавола (мбунда матзи), яума нкангала, мбаланго, санго, циенгеле («шамука») и ндунду, являющихся близкими. Все они существуют на юго-западе Анголы. В результате массовых миграций сформировалось немалое количество этносов, являющих собой потомков народа мбунда: мбунда матзи (Катавола), чимбанди, хумби, нгонъело, луимби, ньемба (нёмба), лучази, сааго, мбаланго, нкангала, яума, ндунду и машака.
Мбунда продолжили расширять территории к югу, южным границам Намибии, продолжая процветать. Основали новую столицу: Лумбала Нгуимбо, где до сих пор властвует Его Величество король Мбанду III Мбанду Лифути.

### Война счокве
Тем временем, на территории расселения мбунда, разыгралась война с народом чокве. Это произошло после смерти 19 монарха народа мбунда Мвене Катавола I Мвенчела, который, как полагали, был убит после того, как издал указы об отмене смертной казни и запрете межнациональных браков, группой заговорщиков, недовольных обнародованием данных законов. Его преемник и 20ый монарх, король Мвене Катавола II Мусангу, который, как полагают, был одним из заговорщиков убийства своего предшественника, мотивируясь своим увлечением наложницей вождя чокве (Мва Мушилиндинди), някоме, что противоречило изданному им указу. Предложение руки и сердца владелец рабыни жестоко отверг, потому что на подобные браки в те времена было наложено табу, вне зависимости от чувств желающих вступить в брак. Сложность подобных браков также заключалась в том, что младенец данной пары не имел никаких прав на престол. В результате отказа на брак, неудачливый жених провозгласил о войне между народами мбунда и чокве. Он был убит солдатами чокве, попав в засаду. После те бежали на свою историческую родину, расположенную на современной территории Демократической Республики Конго. Война завершилась в пользу мбунда, во время правления 21го монарха — Мвене Мбанду I Лёндцзи Капова, который вёл борьбу с целью мести за смерть своего племянника.
Многочисленные бои привели к межплеменным бракам между народами мбунда и чокве, что широко распространено и по сей день в Замбии. Чокве, однако, причисляли данную традицию не к заслугам короля Катаволы II Мусангу, а к древнейшему обычаю всех Африканских народов, заключавшемся в браке враждующих племён во имя перемирия. Подобные браки приводили к длительному миру и процветанию, между бывшими врагами. Свадебные пиры лишь укрепляли заключённый обеими сторонами союз.

### Война с лувале
Король Мвене Мбанду I Лёндцзи Капова тоже вёл военную политику против лувале, которые стремились подавить независимый народ мбунда, захватить его территории и обратить население в рабов(на продажу). Враждебные силы схлеснулись в районе Лунжвева, где и был застрелен Масамбо, главнокомандующий войсками лувале. После лишения лувале руководства, мбунда нещадно атаковали врагов, вынудив их капитулировать на свою родину.

### Миграция вЗамбию
В конце 18-го века некоторые из представители народа Мбунда мигрировали в Замбию, Монгу. Во время миграции, у циенгеле алуи, проживавших на данной территории, и их лидера, Литунга Муламбва, сложилось высокое мнение о мбунда за их способность бороться. Когда народ лувале вторгся на территорию Замбии с севера, мбунда противостояли вторжению и одержали победу, избавившись, тем самым, от набегов лувале навсегда. Король Муламбва закрепил союз между алуи и мбунда с помощью договора состоящего из 10 пунктов, прозванного Чиенгельским договором, и торжественно подарил Мвене Читенги Чиенгеле острый шест называемый муломбве, подтвердив этим своё положение в Замбии как старшего вождя мбунда. Этот и другие факторы послужили причиной для включения мбунда в Национальный Совет Замбии.
К тому же, Мбунда сражался бок о бок с Алуи в войне против Макололо в 1830 году, вытеснил оккупацию макололо в Замбии, что привело к власти Вождей мбунда в Луквакве под покравительством старшого вождя Мвене Сикуфеле в округе Кабомбо, будучи потомком мбунда, поддерживающим принца Мобуквану из алуи. Макололо на юге основали язык сото, на котором сегодня говорят не только в Западной провинции, но и в Ботсвана, Лесото, ЮАР и Полосе Каприви.
Мбунда также воевали на стороне алуи против тонга в 1880, победив тонга, так как те не имели защиты от мастерства лука и стрел мбунда, что привело к сближению лози и мбунда с тонга. Позже война каонде с лози, которую лози выиграли с помощью военной тактики мбунда, привела к крепкому слиянию лалафута и кяменге в 1893 под властью вождей мбунда и старшего вождя Мвене Касимба, что было противопоставленно слиянию вождей Мушима Ндивумина из каонде. В честь договора между Муламва и Чиенгеле, мбунда поддеоживали истинных союзников из алуи как в военных, так и в политических вопросах. Мбунда жили мирно, торгуя скотом и растя маниок, кукурузу и рис, а многие из мужчин оставили дома, чтобы работать в южноафриканских шахта. С независимостью Замбии от Британии, которая пришла в 1964 году, положение изменилось, и людей принудили к работам на сахарных плантациях Замбии.

## Основные традиционные занятия
Традиционные занятия включают в себя:
•ручное подсечно-огневое земледелие (к выращиваемым культурам относят: просо, сорго, маниок, батат, таро, тыквы, бобовые);
•скотоводство (крупный и мелкий рогатый скот);
•охота;
•рыболовство.

### ремёсла
К традиционным ремёслам относятся:
•плетение ярких циновок;
•резьба по дереву (антропоморфные фигурки, ритуальные маски).

## Поселения
Поселения мбунда отличаются своей компактностью и линейной планировкой. Особенности жилищного устройства:
-в основе дома лежит квадратная форма, каркас стен из кольев оплетён прутьями, обмазанными глиной; крыша высокая, пирамидальная, из травы и листьев;
-хозяйственные постройки также опираются на каркас, обмазанный глиной зернохранилища на высоких деревянных подставках.

## Традиционная кухня
В рацион питания входят: лепёшки, пасты, каши из сорго, маниок, мясо, молоко.

## Традиционные танцы
Известно, что в Замбии существует множество традиционных танцев, у каждого племени — свой. К примеру сиембока и сипела актуальны в районе Центральной Замбии, тогда как кайове известен в районе Калабо. В районе Манкоя, где проживают два племени, соответственно, существует два традиционных танца — чилунга и лубва. Эти пять традиционных видов танцев соответствуют пяти народам (племенам) — лози, мбунда, нкоя, лубале и ньенго-макома.
У мбунда есть особый традиционный танец, который идёт в совокупности с театром и многими другими традициями. Этот танец называется макиси. Когда мбунда мигрировали на территорию Замбии, макиси стал одной из культурных особенностей, отличавших их соседствующих с ними народов, таких как нкоя.

### Особенности языка
Герард Кубик, в одной из своих экспедиций в Африку, а именно: в Западную Анголу/Северо-Западную Замбию, где широко распространены языки чокве, мбунда, мбвела, нкангала, лвимби; обнаружил, что мбунда используют локативные префиксы как индикаторы времени.